# Lorenz Hopfenmüller
Lorenz Hopfenmüller  (* 29. Mai 1844 in Weismain; † 20. August 1890 in Shillong) war ein katholischer Geistlicher, Pressekaplan und Missionar in Indien.

## Leben
Nach Übertritt in eine höhere Schule wohnte Lorenz Hopfenmüller bis zum Abitur im Aufseesianum. Nach der Reifeprüfung studierte er Philosophie am Lyzeum und trat ins Priesterseminar ein. Am 6. Oktober 1866 erhielt er durch den Erzbischof von Bamberg Michael von Deinlein die Priesterweihe. Deinlein entsandte ihn für weitere Studien nach Würzburg. Dort schloss er sich der Neuscholastik an und beendete seine Studien mit der Promotion 1867.
Nach abgeschlossener Studienzeit erhielt er in Bamberg eine Kaplanstelle an der Pfarrei St. Martin. Durch den Kulturkampf, den Otto von Bismarck durch die Trennung von Kirche und Staat hervorgerufen hatte, bildeten sich Gegenpole mit der Gründung von Vereinen und Zeitungen. Hopfenmüller stand dem 1871 gegründeten Volksblatt in Bamberg als Pressekaplan vor. Er war durch seine Artikel selbst in eigenen Kreisen umstritten und musste mehrmals vor Gericht erscheinen. Eine Haftstrafe von mehr als acht Monaten war die Folge.
Nach der Entlassung aus dem Gefängnis erhielt er die Kuratie Reichmannsdorf. Dem dortigen sozialen Elend trat er mit ungewöhnlichem Engagement entgegen. Die Kuratie behielt er bis 1882, als er als Pfarrer nach Seußling versetzt wurde. Dort veranlasste er die Gründung eines Darlehenskassenvereins für Bauern und Handwerker. Der Pfarrei Seußling stand er als Pfarrer bis 1887 vor.
Um Missionar zu werden, reiste er nach Rom und trat dort in den Orden der Salvatorianer ein. Im Jahr 1888 legte er die Ordensgelübde ab und nahm in Verbundenheit zum Bistum Bamberg nach dem Apostel der Pommern, den heiligen Bischof Otto I. von Bamberg den Ordensnamen Otto an. 1890 reiste er mit anderen nach Nordostindien in das ihnen zugewiesene Missionsgebiet Assam. Dort verkündete Hopfenmüller dem indigenen Bergvolk der Khasi das Evangelium, nachdem er das einheimische Khasi erlernt hatte.
Pater Otto verstarb, ohne die Früchte seiner Arbeit ernten zu können am 20. August 1890 in Shillong (Hauptstadt des heutigen indischen Bundesstaats Meghalaya), wo er auf dem anglikanischen Friedhof bestattet wurde. Eine Gedenktafel erinnert an ihn. Nach seinem Tod traten Verwandte und Bekannte in den Orden der Salvatorianer ein und wirkten als Missionare in Assam. Pater Ottos sterbliche Überreste wurden exhumiert und am 1. Juli 2001 feierlich nach Shillong überführt, wo sie von Erzbischof Dominik Jala SDB in einem großen Monument neben der Kathedrale    beigesetzt wurden.

## Veröffentlichungen
- Ausgewählte Schriften des Titus Flavius Clemens, Kirchenlehrers von Alexandrien. Aus dem Urtexte übersetzt. Mit einem kurzen Vorbericht über Clemens’ Leben und Schriften von Dr. Lorenz Hopfenmüller Kempten, Kösel, 1875